# Edson Celulari
Edson Francisco Celulari (Bauru, 20 marzo 1958) è un attore brasiliano.

## Biografia
Noto soprattutto per essere apparso in telenovelas di successo, nel 1981 ha fatto parte del cast di Ciranda de pedra (interpretando il cattivissimo Sergio) e di Piume e paillettes (nel ruolo di Kurlan). Nel 1998 è stato scritturato per Torre di Babele. Nel 2000 è stato uno dei protagonisti in Vento di passione e nel 2006 ha lavorato in Pagine di vita. Nel 2013  in Guerra dos sexos e nel 2014 in Alto Astral.
Nel 2016 gli è stato diagnosticato un linfoma.

## Filmografia parziale

### Film
- Asa Branca - Um Sonho Brasileiro, regia di Djalma Limongi Batista (1980)
- Inocência, regia di Walter Lima Jr. (1983)
- Sexo Frágil, regia di Jessel Buss (1986)
- Ópera do Malandro, regia di Ruy Guerra (1985)
- Brasa Adormecida, regia di Djalma Limongi Batista (1987)
- A Revolta dos Carnudos, regia di Eliana Fonseca (1991)
- For All - O Trampolim da Vitória, regia di Buza Ferraz e Luiz Carlos Lacerda (1997)
- Diário de Um Novo Mundo, regia di Paulo Nascimento (2005)
- Chico e Amigos - film tv (2009)
- Un vampiro in famiglia, regia di Ale McHaddo (2023)

### Telenovelas
- Ciranda de pedra; altro titolo: La fontana di pietra (Ciranda de pedra) (1981)
- Piume e paillettes (Plumas e paetês) (1981)
- Adamo contro Eva (Guerra dos sexos) (1983)
- Torre di Babele (Torre de Babel) (1996)
- Vento di passione (Aquarela do Brasil) (2000)
- Pagine di vita (Páginas da Vida) (2006-2007)
- Guerra dos sexos (2012)
- Alto Astral (2014)
- A Força do Querer (2017)

## Doppiatori italiani
- Mauro Gravina in Un Vampiro in famiglia